# حيوان مائي

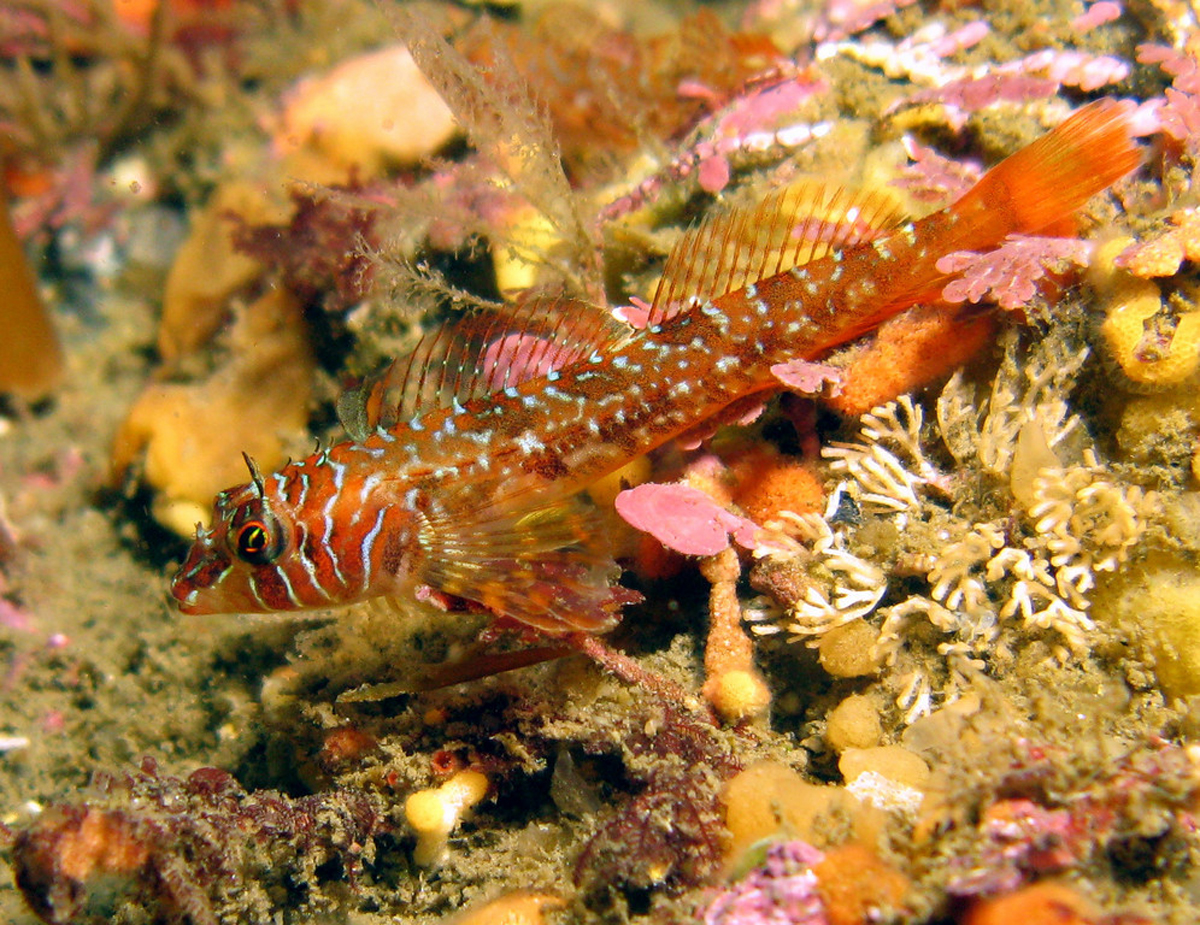
قرموط طويل الزعانف (جوردينا زونوب)

الحيوانات المائية هي حيوانات, قد تكون من شعبة الفقاريات أو اللافقاريات, تقضي معظم فترات حياتها أو فترة حياتها بالكامل في الماء. Some examples of invertebrates are coelenterates. وتتكون هذه الشعبة من قنديل البحر وشقائق النعمان والمرجان والهيدار. علاوةً على ذلك، يوجد نوع آخر من الحيوانات المائية اللافقاري، وهو الحلقيات، وهي عبارة عن ديدان مقسمة الجسم. يوجد ثلاث طوائف مختلفة في هذه الشعبة وهي الشوكيات وقليلات الأشواك والعلقيات. فيمكن لهذه الشعبة تنفس الهواء أو استخلاص الأكسجين الذائب في الماء من خلال أجهزة متخصصة تُسمى الخياشيم, أو الحصول على الأكسجين مباشرةً عبر الجلد. يمكن تصنيف البيئات الطبيعية والحيوانات التي تعيش في هذه البيئات إلى قسمين وهما مائي (الماء) أو أرضي (اليابسة). ويُشار إلى الحيوانات التي يمكنها الانتقال بسهولة من الماء إلى اليابسة وبالعكس بمصطلح البرمائيات. وتتميز الحيوانات التي تعيش في الماء بأجهزة تكيّف خاصة تساعدها على العيش في البيئة المائية. وكلما زادت مدة بقاء الحيوان في الماء تكيف بشكل أسرع مع بيئته الجديدة. ويوجد العديد من الطرق التي تستطيع من خلالها الحيوانات المائية التكيف مع بيئاتها الجديدة.
نظريًا، يمكن تطبيق مصطلح مائي على الحيوانات التي تعيش إما في الماء العذبة (حيوانات المياه العذبة) أو المياه المالحة (حيوانات مياه البحر). ومع ذلك، يشيع استخدام الصفة بحري في وصف الحيوانات التي تعيش في المياه المالحة مثل المحيطات والبحار وما إلى ذلك. وتتطلب الأحياء المائية الغازية وجود بيئة مائية، ولكن لا يشترط بالضرورة أن تقضي فترة حياتها بالكامل في الماء.
وغالبًا ما تكون الحيوانات المائية (وبخاصة الأحياء التي تعيش في المياه العذبة) بؤرة اهتمام حماة البيئة نظرًا لهشاشة بيئتها؛ إذ تتعرض الأحياء المائية إلى الكثير من عوامل الضغط وهي الصيد الجائر والصيد المدمر وتلوث البحار والتغيرات المناخية.

## الأحياء المائية المتنفسة للهواء
إلى جانب الأحياء التي تتنفس في الماء، كالأسماك والرخويات وما إلى ذلك، يمكن تطبيق مصطلح «الحيوانات المائية» على الثدييات المائية أو البحرية التي تتنفس الهواء كتلك الثدييات المندرجة تحت رتبة الحيتانيات (الحيتان والتي لا يمكنها العيش على اليابسة، وكذلك الثدييات ذوات الأربع مثل قضاعة النهر (لونترا كانادينسيس) والقنادس (فصيلة القندسيات).
وتضم الأحياء المائية كذلك الطيور البحرية، مثل طيور النوارس (الفصيلة النورسية), والبجعات (الفصيلة البجعية), والقطرس (فصيلة القطرسيات), ومعظم الطيور إوزيات الشكل (البط والبجع والإوز).
على الرغم من أن كلًا من الحيوانات البرمائية التي تعيش في الماء واليابسة وتلك التي تعيش الفترات الأولى من حياتها في الماء وتنتقل إلى اليابسة عند البلوغ، مثل الضفادع (رتبة عديمات الذنب) تتطلب وجود الماء، إلا أن كلًا منهما ينتمي إلى تصنيف بيئي مختلف. وتمر غالبية البرمائيات (طائفة البرمائيات) بمرحلة اليرقة في الماء، مثل الشرغوف, غير أنها تقضي فترة البلوغ على اليابسة، وقد ترجع مرة ثانية إلى الماء لـ تتزاوج.
تطورت بعض أصناف من الأسماء لتتنفس الهواء الذي يبقيها على قيد الحياة في المياه الخالية من الأكسجين، مثل الأربيمة (طائفة الأسماك عظمية اللسان) وقرموط الكلاريس (الأسماك القطية).